# 배열 상호작용
배열 상호작용(Configuration interaction, CI)은 비상대론적 슈뢰딩거 방정식을 풀기 위한 하트리-포크 이후의 선형 변분법이다. 많은 수의 전자를 가진 양자 화학 시스템을 기술하기 위해 본-오펜하이머 근사를 사용한다. 수학적으로 보면 배열(configuration)은 단순히 파동함수를 기술하기 위해 슬레이터 행렬식의 선형 조합을 사용함을 의미한다. 상호작용은 다른 전자 상태 사이의 혼합 (상호 작용)을 의미한다. 이 방법은 계산량이 크기 때문에 작은 시스템에 한정된다.
하트리 포크 방법과 달리, CI는 전자의 상관관계를 고려하기 위해 변분법적인 파동함수를 사용한다. 이 파동함수는 스핀 궤도함수(spin orbitals, SO)로부터 얻어진 배열 상태 함수 (configuration state functions, CSFs)로 표현된다.
{\displaystyle \Psi =\sum _{I=0}c_{I}\Phi _{I}^{SO}=c_{0}\Phi _{0}^{SO}+c_{1}\Phi _{1}^{SO}+{...}}
Ψ는 일반적으로 시스템의 전자 바닥 상태이다. 만약 전개가 적합한 대칭 조건에서 모든 가능한 CSFs를 포함한다면, 우리는 슈뢰딩거 방정식을 하나의 입자에 대한 바탕 함수 집합에 대해서 완벽하게 푼 셈이다. 일반적으로 번째 항은 하트리-포크 행렬식에 해당하며, 다른 값들은 얼마나 많은 숫자의 스핀 궤도함수들이 가상의 궤도함수들과 교환되었는지에 따라 구분된다. 만약 오직 하나의 스핀 궤도함수만 다르다면, 이것은 하나의 들뜸 행렬식으로 설명한다. 만약 두 개의 스핀 궤도함수가 다르다면, 두 개의 들뜸 행렬식으로 설명한다. 이것은 전개에서 행렬식 숫자를 제한하는데 쓰인다.
CI-공간을 줄이면 계산량을 줄일 수 있기 때문에 중요하다. 예를 들어 CID는 두 개의 들뜸만 고려하고, CISD는 하나와 두 개의 들뜸만 고려한다. 위의 두 방법은 많은 프로그램에서 사용되고 있다. CISD에 데이비슨 수정을 가하면 더 높은 차수의 들뜸을 예측할 수 있다. CI-공간을 줄일 때 가장 중요한 문제는 멀리 떨어진 두 입자의 에너지가 한 개의 입자의 에너지를 두 배 한 것과 다르기 때문에 일어난다.
CI 과정을 풀려면 다음과 같은 행렬 방정식을 풀어야 한다:
{\displaystyle \mathbb {H} \mathbf {c} =\mathbf {e} \mathbb {S} \mathbf {c} ,}
c는 계수 벡터이며, e는 고윳값 행렬이고, 나머지는 순서대로 해밀토니안과 겹침 행렬이다.
{\displaystyle \mathbb {H} _{ij}=\left\langle \Phi _{i}^{SO}|\mathbf {H} ^{el}|\Phi _{j}^{SO}\right\rangle ,}
{\displaystyle \mathbb {S} _{ij}=\left\langle \Phi _{i}^{SO}|\Phi _{j}^{SO}\right\rangle .}
슬레이터 행렬식은 직교규격인 스핀 궤도함수로 구성된다. 따라서 {\displaystyle \left\langle \Phi _{i}^{SO}|\Phi _{j}^{SO}\right\rangle =\delta _{ij}}이고, 이는 {\displaystyle \mathbb {S} }는 단위 행렬이다.
CI 방법의 해는 몇몇 고윳값은 {\displaystyle \mathbf {E} ^{j}}이고 그것의 고유벡터는 {\displaystyle \mathbf {c} _{I}^{j}}이다.
고윳값은 바닥 상태와 몇몇 들뜸 상태의 에너지다. 잘라진 CI 방법에서의 들뜸 에너지는 대개 높은데, 이는 들뜸 상태가 바닥 상태와 잘 상호작용하지 않기 때문이다. 바닥 상태와 들뜸 상태가 동일하게 상호작용할 경우, 여러 들뜸 상태의 행렬식을 참조할 수 있다. (다중 참조 배열 상호작용, MRCI). MRCI는 바닥 상태의 상호작용 또한 개선할 수 있다. 이는 MRCI가 두 개 이상의 주요한 행렬식을 갖고 있을 때 중요하다. 이것은 몇몇 높은 들뜸 행렬식이 CI-공간에 포함되어 있기 때문이다.
거의 겹친 행렬식인 경우, 하트리-포크 행렬식은 틀렸기 때문에 CI 파동 함수 역시 틀렸다. 이 때는 다중 배열 자체 일관성 장 (Multi-configurational self-consistent field) (MCSCF)을 사용해야 한다.

## 같이 보기
- 양자화학